# Андреа Солари
Андреа Солари (такође Соларио; 1460 — 1524) био је италијански ренесансни сликар Миланске школе. Првобитно је био назван Андре дел Гобо, али је много збуњујуће јер је слично са Андреа дел Бартоло, како се зову двојица других италијанских сликара, Андреа дел Бартоло - Сијенски сликар из 14. века и Адреа дел Бартоло - Фирентинац из 15. века.
Његове слике се могу видети у Венецији, Милану, Лувру, дворцу Гејон (Нормандија, Француска). Једна од његових познатијих слика је Девица зеленог јастука (око 1507) која се чува у Лувру.

## Живот
Солари је рођен у Милану. Био је један од најзначајнијих следбеника Леонарда да Винчија и брата Кристофора Соларија, који му је дао прве смернице и научио га основама сликарства док је радио у Миланској катедрали и у Чертози ди Павији. 1490. је, у пратњи свог брата, отишао у Венецију, где се чини да је био под јаким утицајем Антонела да Месине, који је тада био активан у том граду. Леп портрет венецијанског сенатора (данас у Националној галерији у Лондону) приказује Антонелову пластичну концепцију форме и вероватно је насликан око 1492. Браћа су се 1493. вратила у Милано. Ecce Homo из Полди-Пецоли музеја, значајан за њихово касније моделовање, вероватно је насликан убрзо после њиховог доласка.
Соларијев најранији датиран рад је Света породица и Свети Јероним (у Брера галерији) са финим пејзажима у позадини, насликаних у Мурану 1495. Леонардескни тип Мадоне показује да је Анреа након доласка из Венеције, остао под снажним утицајем фирентинског сликара, који је тада носио све пред собом. У том периоду Андреа је насликао мало Распеће (1503, у Лувру), портрет Шарла Амбоаза (Лувр), портрет Ђованија Лонгонија (1505, Национална галерија у Лондону), Благовести (1506, Фицвилијам музеј), затим познату слику Девица зеленог јастука (Лувр) и дело Глава Јована Крститеља на сребрном послужавнику (1507, Лувр).
1507. Адреа Солари је отишао у Француску са писмом препоруке кардиналу Амбоаза и био је запослен две наредне године на осликавању фрески у капели кардиналовог замка Гејон у Нормандији. Према претпоставци Ђованија Морелија, уметник је можда посетио Фландрију пре повратка кући, што је вероватно условило фламански карактер његовог каснијег рада.
Уметник се 1515. вратио у Италију, када је настала слика Бекство у Египат, са својим хармоничним и детаљним пејзажем у позадини. У овом периоду су настале и слика Поворка на Голготу (Боргезе галерија, Рим), портрет канцелара Доменика Моронеа (Палацо Скоти, Милано) и дело Жена свира гитару (Национална галерија древне уметности, Рим).
Соларијево последње дело било је олтарски кип представе Успења Богородице, који је оставио недовршен, а завршио га је након његове смрти Бернардино Кампи око 1576.

## Галерија
- Шарл Амбоаз, c. 1507 - уље на платну; 75 × 52 cm Лувр
- Христ на крсту, 1503 - уље на дрвету; 111.5 × 77 cm, Лувр
- Жена свира лауту, око 1510 - уље на платну; 62,6 × 49,5 cm, Национална галерија древне уметности
- Човек са розе каранфилом, око 1495 - уље и темпера на тополи; 50 × 39 cm, Национална галерија у Лондону
- Портрет мушкарца, око 1500 - уље на плочи; 42 × 32 cm, Брера галерија
- Портрет младог човека, после 1490 - уље на плочи; 31 × 28 cm, Тисен-Борнемиза музеј
- Портрет човека, око 1497 - уље на дрвету; 48 × W. 38 cm, Музеј лепих уметности у Бостону
- Ђовани Кристофоро Лонгони, 1505 - уље на плочи; 79 × 60,5 cm, Национална галерија у Лондону
- Христ носи крст, 1513, уље на плочи, 45,5 × 34 cm, Музеј лепих уметности у Нанту
- Глава брадатог човека, 1500-1510 - црвена, црна и жута креда на браон папиру; 374 × 273 mm, Метрополитен музеј
- Одмор током бекства у Египат, 1515 - уље на плочи; H. 77 × 55 cm, Полди-Пецоли музеј
- Салома држи главу Јована Крститеља, 1506-7 - уље на плочи; 57 × 47 cm, Метрополитен музеј